# Chiesa di Santa Maria della Mansione
La chiesa di Santa Maria della Mansione, originariamente chiesa di Santa Maria dei Templari o del Tempio, è una chiesa di Brescia, situata lungo corso Matteotti, al crocevia con l'omonima contrada della Mansione. Di fondazione molto antica, la chiesa lega il suo nome principalmente alla presenza dei Cavalieri Templari a Brescia, che in questo edificio pare avessero il loro punto di riferimento. Praticamente distrutta nel 1769 dall'esplosione della polveriera di Porta San Nazaro, viene ricostruita negli anni successivi in proporzioni molto minori, ma già nel 1797 viene indemaniata, frazionata e venduta a privati. Attualmente, l'edificio mantiene le linee architettoniche esterne che consentono di identificarlo come una ex-chiesa, ma gli interni sono ancora occupati da una serie di esercizi commerciali.

## Storia
L'esistenza della chiesa è rilevata a partire dal Duecento, quando compare nel Liber Potheris, la raccolta dei verbali delle riunioni comunali, in un atto del 1239 con la denominazione di "Sancta Maria Mansionis sive de Templo". La seconda intitolazione, Santa Maria del Tempio o dei Templari, pare fosse legata alla speciale tutela che l'Ordine dei templari aveva su questa chiesa, considerata dai pellegrini una meta importante lungo l'itinerario per Gerusalemme. Le stesse "mansioni", già di tradizione romana, erano luoghi di assistenza e ricovero gestite dai Templari ai quali, evidentemente, questa chiesa doveva essere molto legata.
Un documento del XII secolo, non del tutto attendibile, annota l'inizio della costruzione della chiesa dopo una donazione di denaro e terreni in favore dell'Ordine Templare da parte di due coniugi di nome Ugo e Alda, non meglio identificati. In caso di impedimenti, la donazione doveva essere trasferita ai membri della Corporazione dei fabbri, che intendevano costituire un proprio giuspatronato sulla chiesa e che annoveravano i due coniugi donatori fra i propri membri. Sicuramente la chiesa, già nel 1222, era sotto il controllo dei Templari.
Nel Quattrocento, con la soppressione dell'Ordine dei templari, sorge una contesa giudiziaria fra i cavalieri ospitalieri, che ne ereditavano i beni e le funzioni, e la Corporazione dei fabbri, che pretendeva invece l'interpretazione letterale dell'originale atto di donazione. Per questo motivo, è plausibile che il documento sia stato creato ad arte in quell'occasione, per dare fondamento a queste rivendicazioni.
La chiesa rimane in funzione fino al 1769, quando viene gravemente danneggiata dall'esplosione della polveriera di Porta San Nazaro. L'edificio viene ricostruito, ma in dimensioni più ridotte, al punto da lasciare davanti a sé una vera piazzetta in funzione di sagrato, ancora oggi presente. Nel 1797 il Governo Provvisorio bresciano di stampo giacobino sopprime ogni giurisdizione e indemania la chiesa, avviando la parcellizzazione dell'edificio sacro e delle strutture pertinenti. Entro pochi anni, l'edificio viene sconsacrato e venduto a privati. Nel 1874 diventa sede del Nuovo Teatro Airoldi e, più tardi, viene riconvertita a officina da maniscalco. Oggigiorno è occupata da alcuni esercizi commerciali.

## Struttura e opere

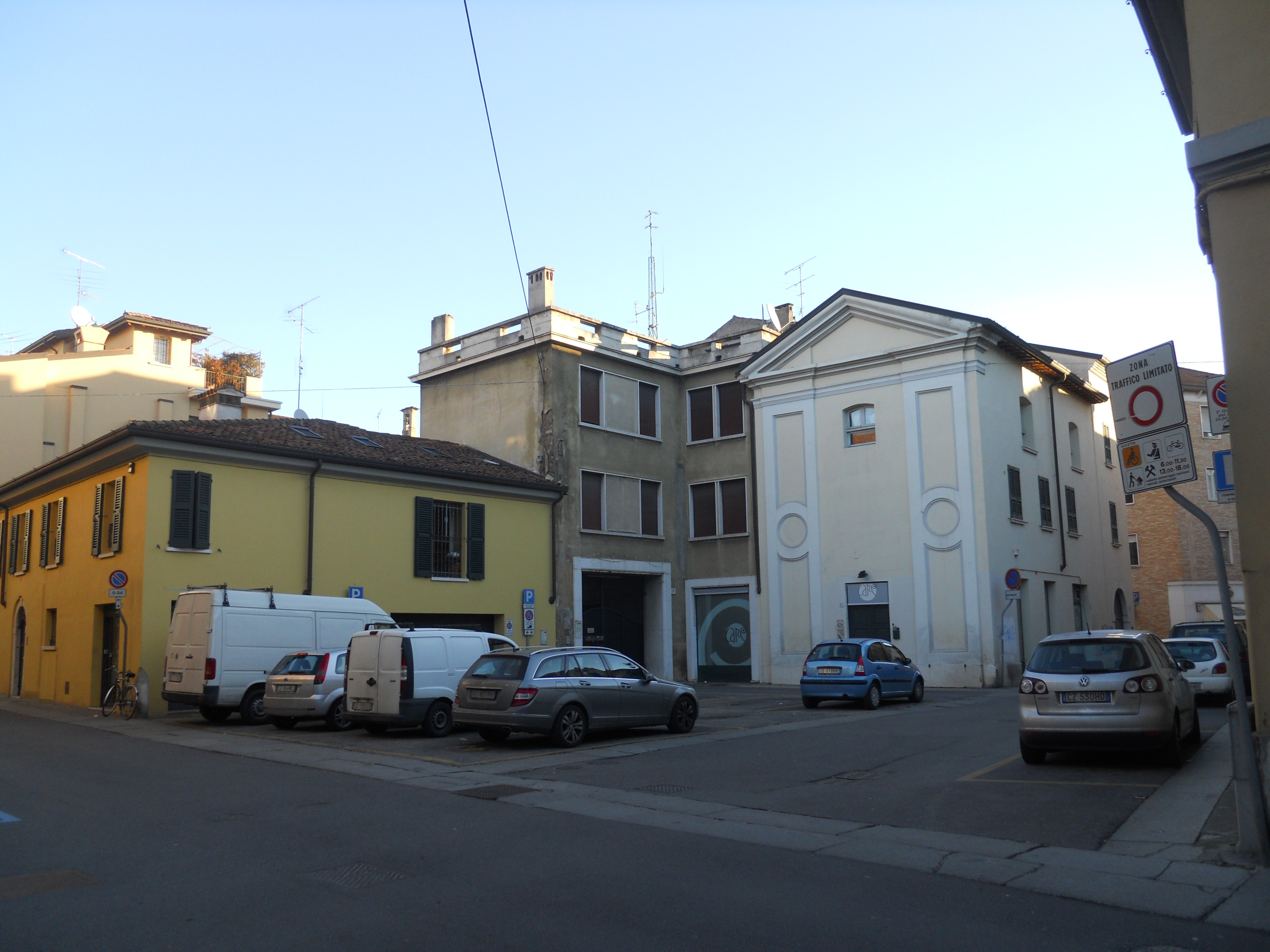
Lo stato attuale della chiesa e della piazzetta antistante: fino al 1769 l'edificio arrivava al margine della strada

Esternamente, la chiesa conserva i tratti assunti con la ricostruzione praticata dopo il 1769: la facciata, molto semplice, è decorata da quattro lesene a fascia, molto stilizzate, unite in due coppie mediante un motivo decorativo circolare abbastanza anonimo. Al centro si apre l'originario portale d'ingresso e, più in alto, una piccola finestra. Chiudono il prospetto una trabeazione aggettante e un frontone triangolare. Il fianco dell'edificio è invece caratterizzato da porte e finestre aperte successivamente.
All'interno, la chiesa era costituita da un ambiente ad aula unica, con facciata a capanna e tetto a capriate lignee. L'altare maggiore, l'unico segnalato nelle varie relazioni delle guide antiche, era impreziosito da una pala di Antonio Gandino che raffigurava la Madonna fra Sant'Eligio e San Giovanni Battista. La presenza di una devozione a Sant'Eligio confermerebbe, fra l'altro, il coinvolgimento della Corporazione dei fabbri: Sant'Eligio è infatti venerato come protettore dei fabbri e dei maniscalchi. Le antiche guide della città ricordano inoltre che nella chiesa era sepolto il comandante Federico Contarini, morto durante il tragico sacco di Brescia del 1512.